# Amiota wheeleri
Amiota wheeleri (лат.) — вид мелких плодовых мушек рода Amiota из подсемейства Steganinae (Drosophilidae, Diptera). Встречаются в Северной Америке: США (западный Техас). Назван в честь профессора Marshall R. Wheeler (1917—2010), который собрал многие образцы, использованные в ревизии рода Неарктики, а также за его большой вклад в систематику дрозофилид.

## Описание
Мелкие плодовые мушки-дрозофилиды (длина около 1 мм), тёмно-коричневые, почти чёрные на спинной поверхности; ноги и щупики жёлтые. Наружный парафизис длинный, латерально уплощённый, с вершинным крючком, большим дорсальным шипом перпендикулярно парафизису, левый шип длинный, сужающийся к точке; внутренние парафизисы асимметричные, сильно склеротизованные, каждый с 3 большими извилистыми шипами; эдеагальная аподема узкая, почти плоская, дистально изогнутая, дистальный край глубоко вырезан. Эпандриум гениталий самца с узким дорсальным соединением, дорсальный разрез нечёткий, вдается в окружающую мембрану; волоски сгруппированы на вентральной доле, с линией одиночных волосков, поднимающихся дорсально к вершине.